# Tjock kantlav
Tjock kantlav (Squamarina cartilaginea) är en lavart som först beskrevs av William Withering, och fick sitt nu gällande namn av P. James. Tjock kantlav ingår i släktet Squamarina och familjen Stereocaulaceae.  Arten är reproducerande i Sverige. Inga underarter finns listade i Catalogue of Life.

## Källor

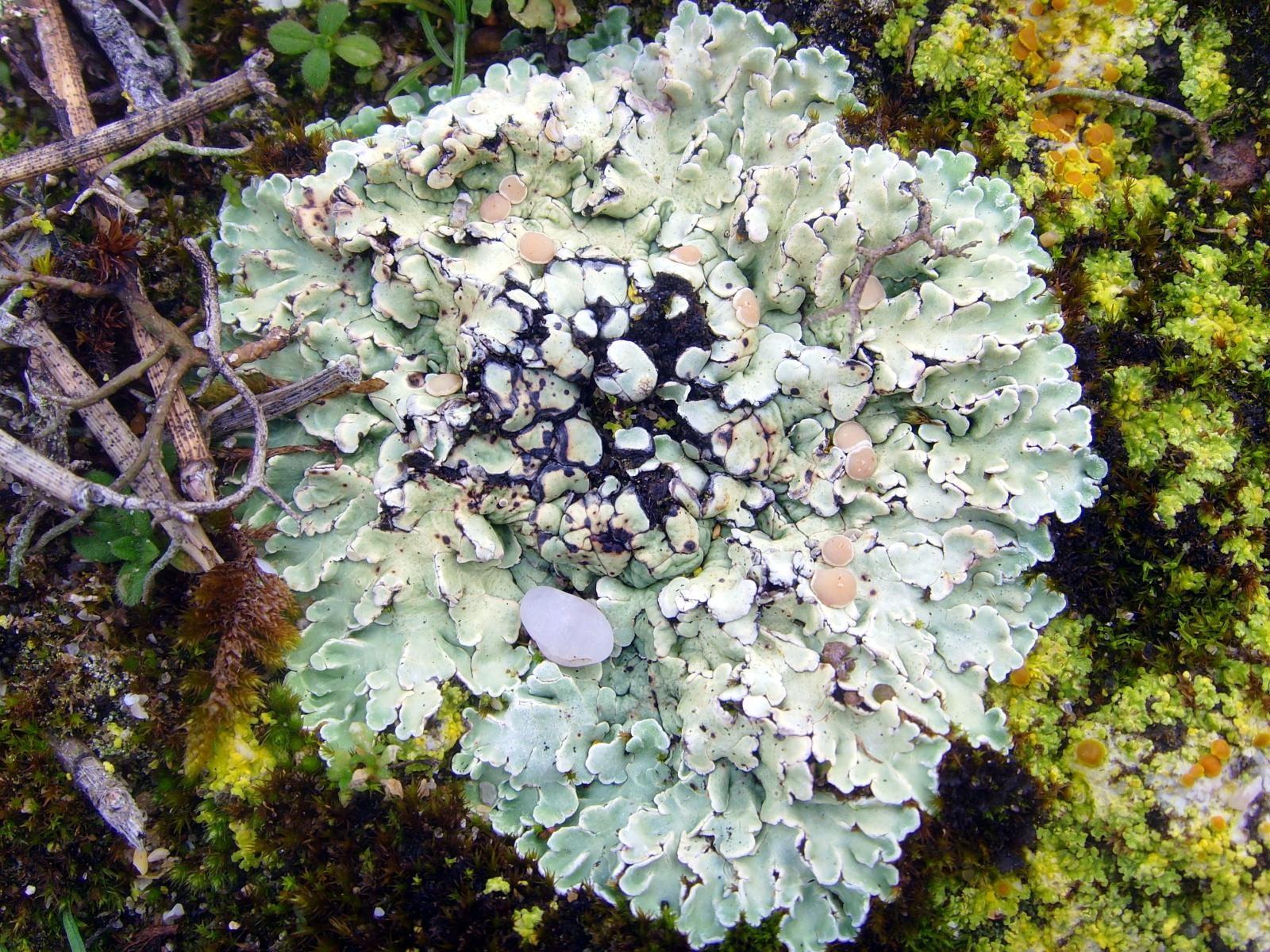